# Der Patrizier (Computerspiel)
Der Patrizier ist eine Wirtschaftssimulation von Ascon, das in der Blütezeit der Hanse spielt. Das Spiel erschien im Juni 1992. Es ist der erste Teil innerhalb der Spielereihe Der Patrizier. Mit Patrizier 2 gibt es einen direkten Nachfolger.

## Spielprinzip
Das Spiel ist zeitlich im 13. bis 14. Jahrhundert angesiedelt. Ziel des Spiels ist es, als Krönung einer erfolgreichen wirtschaftlichen Laufbahn der Eldermann (oberster Vorsitzender der Hanse) zu werden. Dazu muss das notwendige Ansehen beim Volk und in der Politik in den verschiedenen Hansestädten gewonnen werden, zum Beispiel durch Spenden, Gildenmitgliedschaften, Vergabe zinsgünstiger Kredite, Lieferung knapper Waren oder die Abwehr von Piraten.
Als Händler versucht man, durch geschickten Einkauf und Verkauf von Waren ein Vermögen zu erwirtschaften. Man kann seine Handelsschiffe (Koggen, Schniggen, Kraier und Holke) in 16 besuchbare Hansestädte schicken und dort Waren einkaufen, die man dann möglichst gewinnbringend in anderen Städten an den Mann zu bringen versucht. Die Handelswelt umfasst dabei den gesamten nordeuropäischen Raum und reicht von London im Westen bis Nowgorod im Osten.
Aber auch wer bereits dauerhaft erfolgreich war, hat das Spiel noch lange nicht „gewonnen“: um sich vor Angriffen durch Piraten zu schützen, rüstet man seine Schiffe mit Waffen und Soldaten aus. Nimmt z. B. die Piratenplage im Skagerrak einmal wieder überhand, wird der Hanserat die Bildung von Kriegsflotten beschließen, und eben die gut bewaffneten Schiffe wohlhabender Spieler können hierzu zwangseingezogen werden, was für die Spieler (im Falle der Verweigerung) entweder fatale politische Konsequenzen oder (im Falle einer Einziehung) schlimme wirtschaftliche Folgen haben kann.
Auf politischer Ebene sind die Gunst des Volkes durch Feste und Spenden sowie der notwendige Rückhalt im Stadtrat durch Stimmmehrheiten zu gewinnen, bevor eine mögliche Wahl zum Bürgermeister in Frage kommt. Ein sogenannter Werber hilft bei der Suche nach Heiratswilligen (und einer möglichst hohen Mitgift).

## Entwicklung
Das Spiel wurde ursprünglich von drei Studenten für den Atari ST mit dem Titel Die Pfeffersäcke programmiert. Holger Flöttmann entdeckte 1991 das Spiel und kaufte es ein um es hausintern weiterzuentwickeln, änderte dabei auch den Titel.

## Rezeption
Der Patrizier zeige eine liebevolle Hingabe zu historisch verbürgten Details. Es handele sich um eine ausgefuchste Mischung aus Handels-, Politik, und Sozio-Simulation. Technisch sei die Präsentation zum Veröffentlichungszeitpunkt zeitgemäß. Sie umfasse stimmungsvolle Musik und Geräuschkulisse sowie prachtvoll gezeichnete, zum Teil animierte Grafiken. Der Patrizier besteche durch vielfältige Möglichkeiten, die ständig steigenden Anforderungen und den realistischen Hintergrund. Viel Fingerspitzengefühl sei nötig, um die wirtschaftlichen, politischen und sozialen Elemente auszuloten und gewinnbringend einzusetzen. Das Spiel sorge für langfristigen Spielspaß und sei passend in Szene gesetzt. Der Patrizier sei ein Musterbeispiel für fundierte Recherche. Es böte einen soliden Wirtschaftsteil, der Angebot und Nachfrage widerspiegele. Der Actionteil sei zwar nett umgesetzt, wirke auf Dauer jedoch störend.
Die CD-ROM-Version halte der hohen Erwartungshaltung nicht ganz stand. Die Grafiken blieben unverändert. Die Musikbegleitung wurde neu abgemischt und zwölf neue Animationssequenzen integriert.
Ascaron verkaufte bis zum Erscheinen des Nachfolgers insgesamt 250.000 Kopien.